# Ufo361
Уфук Байрактар (нар. 28 травня 1988), знаніший під псевдонімом Ufo361 — німецький репер турецького походження з Берліна.

## Ранні роки життя
Народився у родині турків у західному Берліні та виріс у сусідньому Кройцберзі. Познайомився з хіп-хопом у молодому віці і почав працювати як розпилювач у THC-Crew. Його сценічний псевдонім походить від його імені Уфук і поштового індексу рідного міста Кройцберг 36/61.

## Кар'єра
У 2010 році Байрактар підписав контракт з Hoodrich, лейблом, заснованим його другом Саїдом. 7 жовтня 2011 року вийшов перший семплер. Разом із Саїдом і продюсером KD-Supier вони створили тріо «Bellini Boyz».
У 2012 році вийшов його перший мініальбом Bald ist dein Geld meins. Його перший студійний альбом Ihr seid nicht allein вийшов у серпні 2014 року.
Першим хітом Ufo став сингл «Ich bin ein Berliner», який вийшов у вересні 2015 року на підтримку його першого однойменного мікстейпу. Покликаючись на знамениту промову Джона Ф. Кеннеді Я — берлінець, сингл став вірусним хітом у Німеччині, і ним поділилися знані репери, зокрема 187 Strassenbande, Haftbefehl і Fler. «Ich bin ein Berliner» вийшов 25 березня 2016 року та посів 57 місце в німецькому альбомному чарті.
Менш ніж через вісім місяців Ufo361 випустив Ich bin 2 Berliner, який посів 13-е місце в німецькому чарті альбомів. Першим великим успіхом став третій мікстейп Ich bin 3 Berliner, який вийшов у квітні 2017 року та породив кілька синглів, зокрема «Mister T», «Für die Gang», «Der Pate» і «James Dean».
У квітні 2017 року він заснував власний звукозаписний лейбл Stay High. У середині грудня 2017 року анонсував свій другий студійний альбом 808, який вийшов у квітні 2018 року. Альбом дебютував на першому місці в чартах альбомів Німеччини й Австрії. Його третій студійний альбом VVS був анонсований у червні 2018 року та випущений 17 серпня 2018 року.
У 2019 році Ufo361 підписав контракт із 15-річним новачком Data Luv і 9 серпня вийшов його четвертий студійний альбом Wave.

## Дискографія
- Ihr seid nicht allein (2014)
- Ich bin ein Berliner (2016)
- Ich bin 2 Berliner (2016)
- Ich bin 3 Berliner (2017)
- 808 (2018)
- ВВС (2018)
- Wave (2019)
- Lights Out (2019)
- Rich Rich (2020)
- Nur für dich (2020)
- Stay High (2021)
- Destroy All Copies (2021)
- Love My Life (2023)
- Sony (2024)